# My Lucky Day (canción de DoReDos)
«My Lucky Day» es una canción interpretada por la banda moldava DoReDos. El tema representó a Moldavia en el Festival de la Canción de Eurovisión 2018.

## Festival de la Canción de Eurovisión 2018
El 24 de febrero de 2018, DoReDos ganaron el O Melodie Pentru Europa, el concurso organizado por la televisión pública moldava, TRM, tras conseguir las máximas puntuaciones tanto por parte del jurado como del público.
Previamente, el 29 de enero, fue decidido mediante sorteo que Moldavia participó en la primera mitad de la segunda semifinal del Festival de la Canción de Eurovisión 2018, que tuvo lugar el 10 de mayo en Lisboa, Portugal.